# Alpinia rosacea
Alpinia rosacea là một loài thực vật có hoa trong họ Gừng. Loài này được Valeton mô tả khoa học đầu tiên năm 1913.